# Підзамочок
Підза́мочок — село в Україні, у Бучацькій міській громаді Чортківського району Тернопільської області. Розташоване в центрі району, на річці Стрипа. Фактично частина міста Бучач.
У селі є геологічна пам'ятка природи — відслонення міоценових відкладів.

## Назва
Польське видання «Encyklopedja powszechna» (Том 4) стверджувало, що назва села також була Підзамче.

## Історія
8 листопада 1764 року у Львові було оформлено акт дарування «Миколая на Бучачі, Потоці, Городенці, Печеніжині Потоцького воєводича белзького» (відпис знаходиться в архіві домініканів у Кракові). За ним:
- місто Бучач з палацом, передмістями, селом Підзамочок та 14 сіл, належних до цього Бучацького ключа, отримували Антоній Міхал Потоцький (†1766) і його брат — львівський каштелян Юзеф.[2]

Наступна писемна згадка — 1785.
Працювали папірня, філія Варшавської ткацької фабрики, млин.
Діяли філії українських товариств «Просвіта», «Рідна школа», «Сільський господар» та інших.
У 1830-х роках перебував художник, етнограф Єжи Глоговський, який намалював зображення селян Підзамочка.
Римо-католицька громада села належала до парафії в м. Бучач наприкінці ХІХ ст. Кількість римо-католиків (поляків): 1880 р. — 1344 особи, 1900 р. — 1731 ос.
За часів ЗУНР у місцевій державній адміністрації було немало поляків (як і в Дулібах).
За даними на 1932 р., всіх мешканців 2320 осіб; з них: українців 40, поляків 2190 (94,4 %), жидів 90.
В селі проживають багато родин, виселених у результаті депортації лемків у 1944—1947 роках.
4 жовтня 2015 року відбувся перший фестиваль «Свято в старому замку», який, за словами сільського голови Івана Лепака, має стати традиційним. Під час фестивалю відбулась реконструкція бою захисників замку з турецько-татарським військом 1676 року.
12 червня 2020 року, відповідно до розпорядження Кабінету Міністрів України № 724-р «Про визначення адміністративних центрів та затвердження територій територіальних громад Тернопільської області» увійшло до складу Бучацької міської громади.
19 липня 2020 року, в результаті адміністративно-територіальної реформи та ліквідації Бучацького району, увійшло до складу новоутвореного Чортківського району.
З 11 грудня 2020 р. належить до Бучацької міської громади.

## Населення

### Мова
Розподіл населення за рідною мовою за даними перепису 2001 року:
| Мова       | Кількість | Відсоток |
| ---------- | --------- | -------- |
| українська | 1533      | 99.48%   |
| російська  | 8         | 0.52%    |
| Усього     | 1541      | 100%     |

## Політика

### Парламентські вибори, 2019
На позачергових парламентських виборах 2019 року у селі функціонувала окрема виборча дільниця № 610181, розташована у приміщенні клубу.
Результати
- зареєстровано 1185 виборців, явка 54,51%, найбільше голосів віддано за «Слугу народу» — 31,37%, за «Голос» — 15,53%, за «Європейську Солідарність» — 11,02%.[15] В одномандатному окрузі найбільше голосів отримав Микола Люшняк (самовисування) — 30,91%, за Ігоря Сопеля (Слуга народу) — 21,61%, за Степана Брацюня (Конгрес українських націоналістів) — 12,78%[16].

## Соціальна сфера
Діють загальноосвітня школа 1-2 ступ., Будинок культури, бібліотека, ФАП, відділення зв'язку, дошкільний заклад, народний аматорський обрядово-фольклорний лемківський хор, торгові заклади, автомийки, ресторани та готелі, Станція технічного обслуговування "СТО Експерт", від 2007 — насіннєвий завод «Бучачагрохлібпрому».

## Пам'ятки
- поселення трипільської культури Підзамочок II[d] і Підзамочок III[d] (IV — кінець III тис. до н. е.)
- руїни фортеці (див. Підзамочківський замок) (1600 р.).
- церква Різдва Пресвятої Богородиці (реконструйована і реставрована 1991 з костелу)
- статуї («фіґури»):
  - св. Антонія Падевського (Падуанського) (1829[17])
  - Божої Матері (1905, відновлена 1990).

## Відомі люди

### Народилися
- Станіслав Табіш[pl] (1888–1948) — майор артилерії Війська Польського, доктор права, юрист, діяч народовського руху, учасник Союзу збройної боротьби, головнокомандувач Корпусу державної безпеки[pl].
- Людвік Рутина[pl] (1917–2010) — польський римо-католицький священик, прелат, апостольський протонотар.
- Френчко Віктор Васильович (1949–2019) — український скульптор.
- Качмарчик Володимир Петрович (1956) — доктор мистецтвознавства, професор[18]
- Рудницький Анатолій Партенович (1965) — український художник.

### Проживання, праця
- Маріанна з Домбровських гербу Єліта (найстарша донька скарбника галицького Яна Антонія Домбровського) — дружина власника села Миколи Василя Потоцького; деякий час проживала в замку, потім — монахиня у Львові[19]
- Володимир Бігуняк — український учений, педагог, доктор медицини[20]
- Микола Козак — краєзнавець[21]
- Ганна Ковалишин — директор будинку культури та керівник лемківського народного хору, Заслужений працівник культури України (2016).[22]
- Янош Гаврош — 3-разовий володар Кубка СССР «Золотий колос» (1969-1971 роки) в складі команди «Колос» (Бучач).[23]

### Власники села
- Микола Василь Потоцький
- Юзеф Потоцький
- Антоній Міхал Потоцький

## Галерея

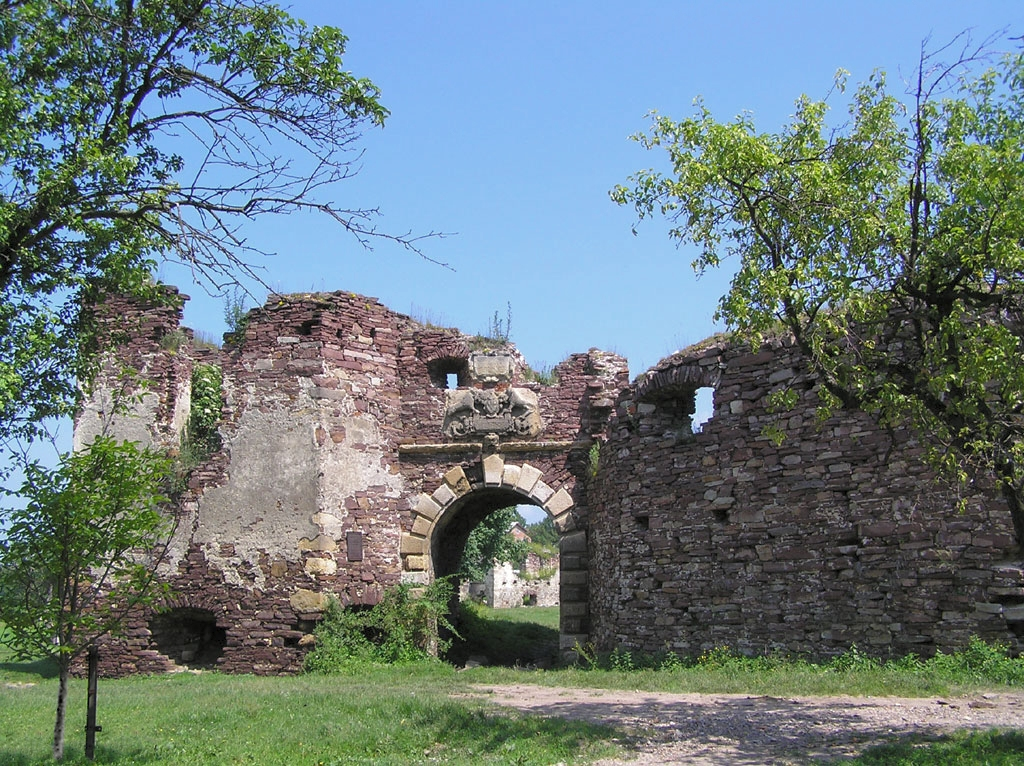
Підзамочківський замок
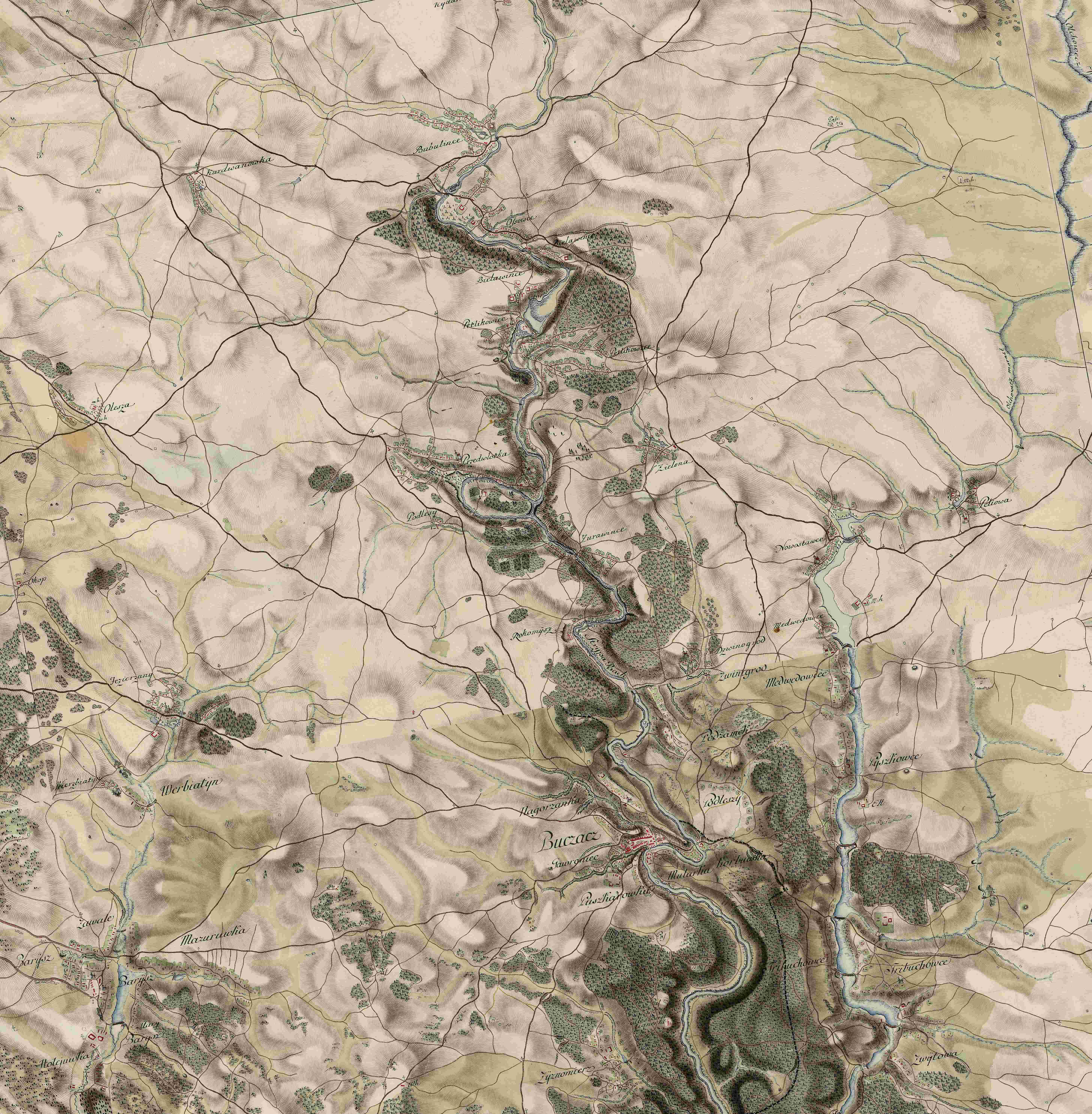
Підзамочок на мапі фон Міґа (XVIII ст.)
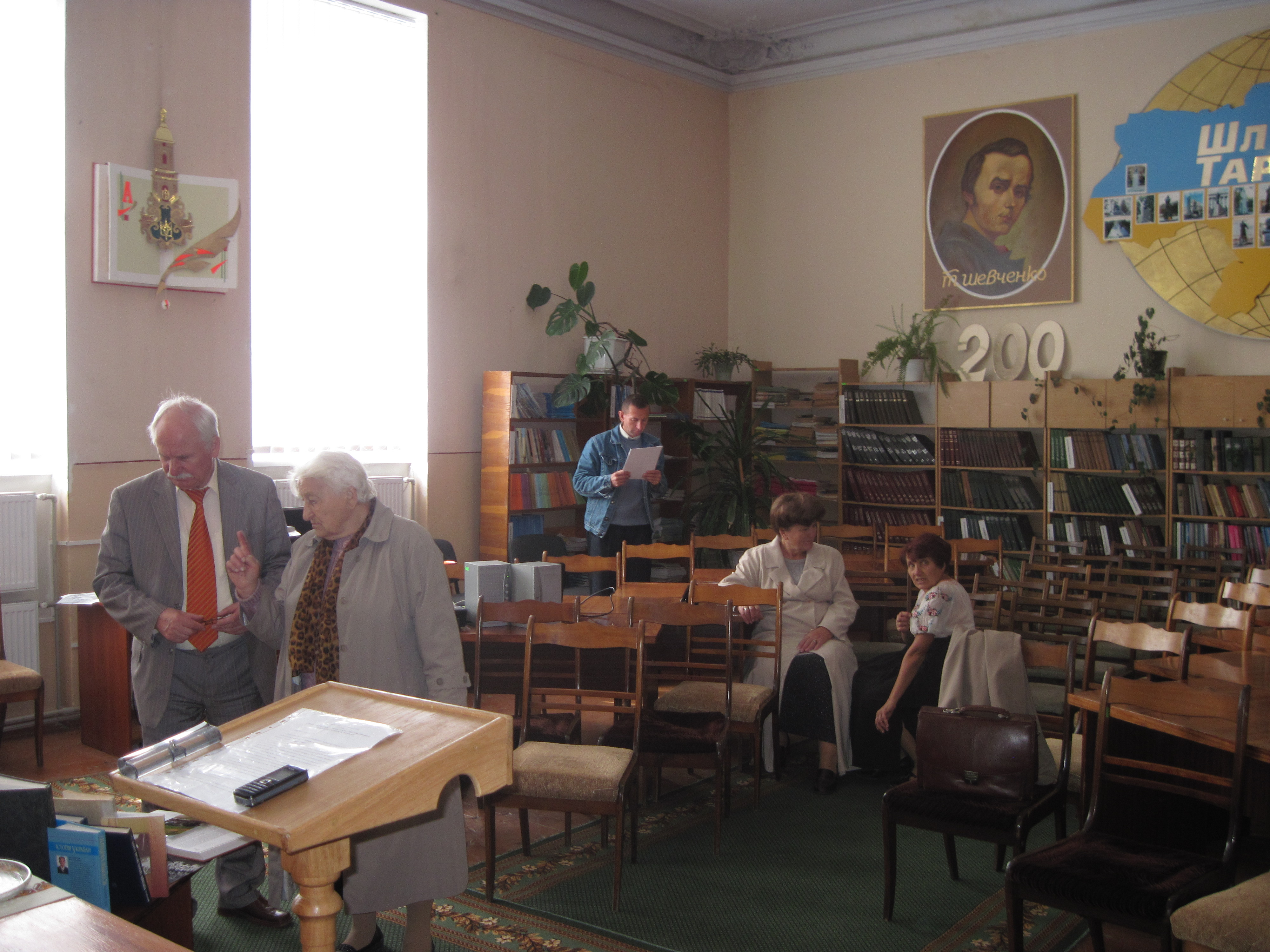
Ігор Дуда, Ореста Синенька, Микола Козак (читає) у читальній залі Бучацької РБ
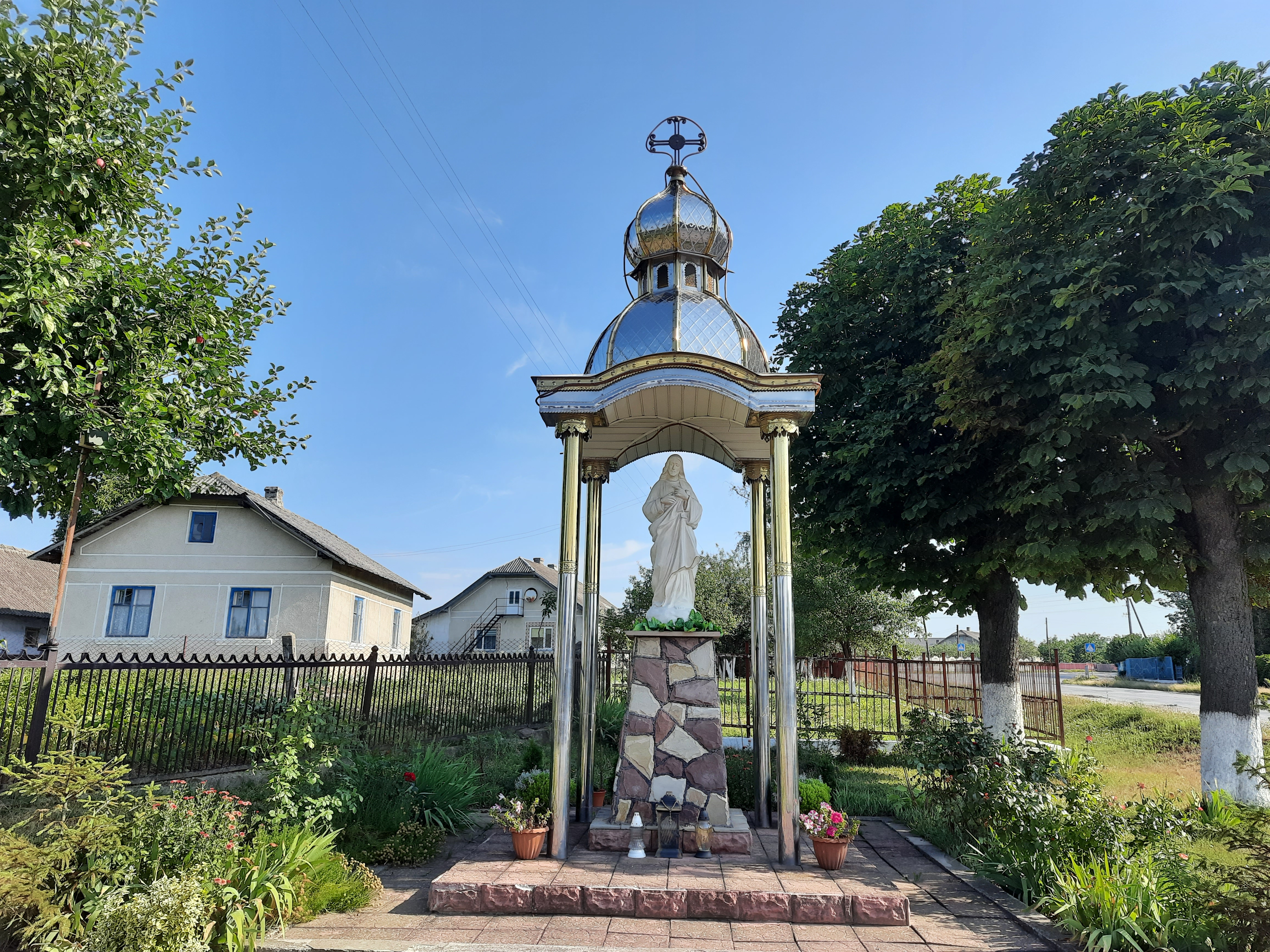
Статуя Божої Матері
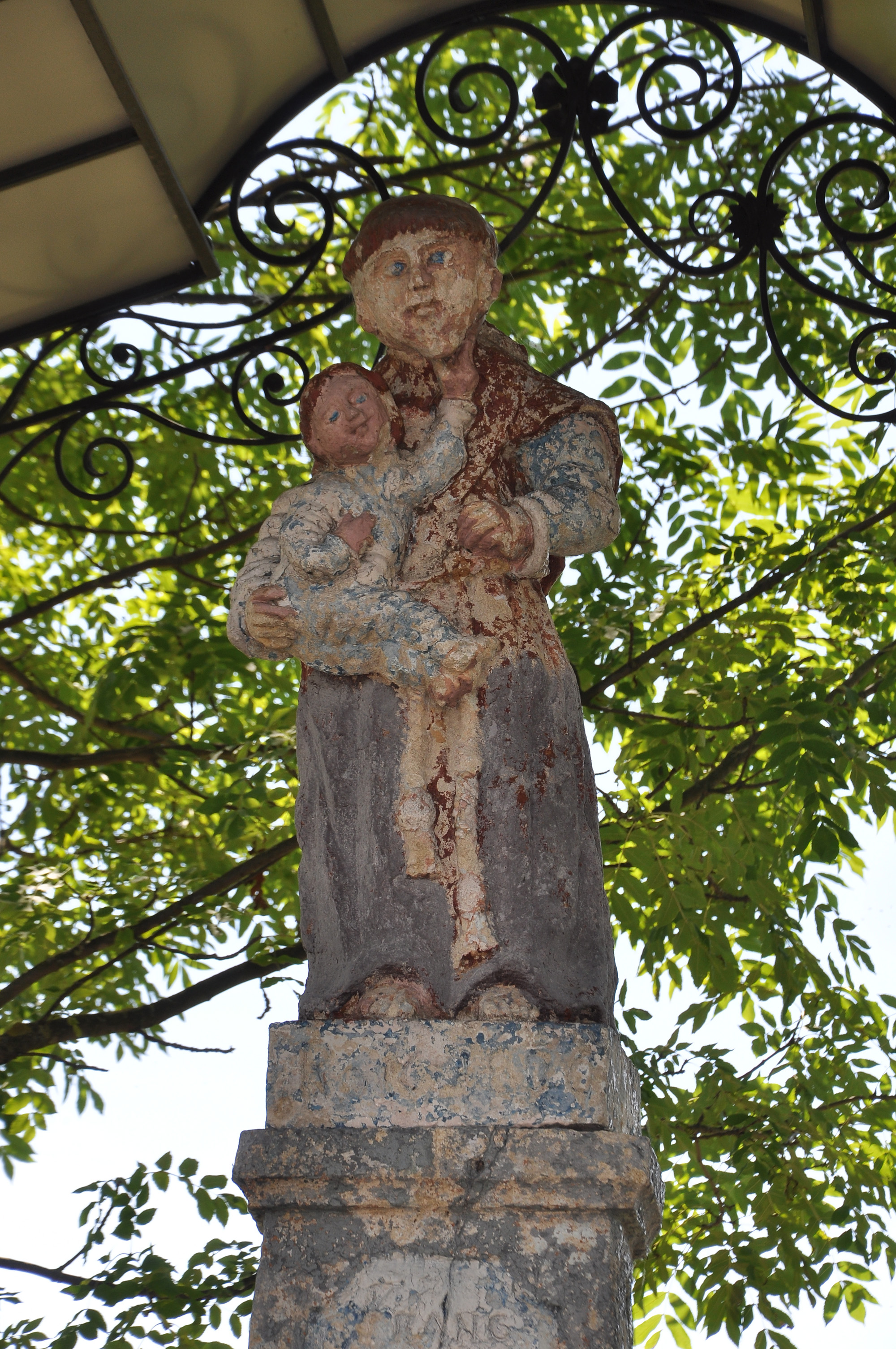
Пам'ятник св. Антонію[d] на західній околиці села